# 구력과 신력
구력(Old Style, O.S.)과 신력(New Style, N.S.)이란 사용되는 역법을 바꾼 이후 예전 역법과 현행 역법, 그리고 각 역법에 따라 다르게 나오는 날짜를 말한다. 어느 시점에 역법이 바뀌었다면 그 바뀐 직후의 시대의 사료를 읽을 때 날짜계산에 주의해야 한다.
| 신력 범위                         | 구력 범위                        | 차이                                  |
| --------------------------------- | -------------------------------- | ------------------------------------- |
| 1582년 10월 15일 -1700년 2월 28일 | 1582년 10월 5일 -1700년 2월 18일 | 신력 = 구력 + 10일 구력 = 신력 - 10일 |
| 1700년 3월 1일 -1800년 2월 28일   | 1700년 2월 19일 -1800년 2월 17일 | 신력 = 구력 + 11일 구력 = 신력 - 11일 |
| 1800년 3월 1일 -1900년 2월 28일   | 1800년 2월 18일 -1900년 2월 16일 | 신력 = 구력 + 12일 구력 = 신력 - 12일 |
| 1900년 3월 1일 -2100년 2월 28일   | 1900년 2월 17일 -2100년 2월 15일 | 신력 = 구력 + 13일 구력 = 신력 - 13일 |
| 2100년 3월 1일 -2200년 2월 18일   | 2100년 2월 16일 -2200년 2월 14일 | 신력 = 구력 + 14일 구력 = 신력 - 14일 |

서양에서 대표적인 구력과 신력은 율리우스력과 그레고리력이다. 천주교 국가들에서는 1582년에 그레고리력이 율리우스력을 대체했다. 영국에서는 1750년 신력법으로 그레고리력으로 전환했다. 하지만 러시아에서는 1918년 초에야 그레고리력이 사용되기 시작했다. 그래서 10월 혁명은 사실 11월에 일어났다. 러시아 외에도 다른 동방정교회 국가들은 민간역법, 교회용 역법으로 율리우스력을 계속 사용했다. 서양에서 구력과 신력의 날짜 차이는 약 100년마다 1일씩 늘어났으며, 그 환산은 오른쪽 표와 같다.
동양에서는 전통적으로 음력을 사용했으며, 근대화 이전의 사료의 날짜들은 모두 음력이므로 환산해서 사용해야 한다. 모두 양력인 율리우스력과 그레고리력의 변환은 날짜만 며칠 더하고 빼면 되지만, 음양력 변환은 이보다 훨씬 복잡하다.

## 같이 보기
- 그레고리력